# BB Girls
BB Girls (hangul: 브브걸, PP: Beubeu Geol; wcześniej znane jako Brave Girls) – południowokoreański girlsband k-popowy założony przez producenta Brave Brothers w 2011 roku i zarządzany przez wytwórnię Brave Entertainment. Początkowo grupa liczyła pięć osób, jednak przeszła wiele zmian w składzie. Obecny skład grupy to Minyoung, Yujeong, Eunji i Yuna. Żadna z dziewczyn z pierwszego składu nie znajduje się obecnie w grupie. W 2021 roku grupa osiągnęła ogromną popularność po nieoczekiwanym sukcesie piosenki „Rollin'” z 2017 roku.

## Historia

### Przed debiutem
14 marca 2011 Eunyoung została przedstawiona jako liderka grupy Brave Girls. Eunyoung jest także siostrzenicą Shin Ha-kyun, aktora znanego z roli w Welkkeom tu Dongmakgol. Kolejna członkini Hyeran została przedstawiona 17 marca i zwróciła na siebie uwagę ze względu na podobieństwo do piosenkarki Son Dam-bi oraz stare filmy z próbami tanecznymi, które doprowadziły do tego, że jej nazwisko pojawiło się w witrynach internetowych. Jako trzecia została przedstawiona Yejin, która również przyciągnęła uwagę ludzi poprzez wygraną w konkursie Miss Korea Seattle 2008 podczas studiów za granicą, a także podobieństwem do aktorki Kim Sa-rang.

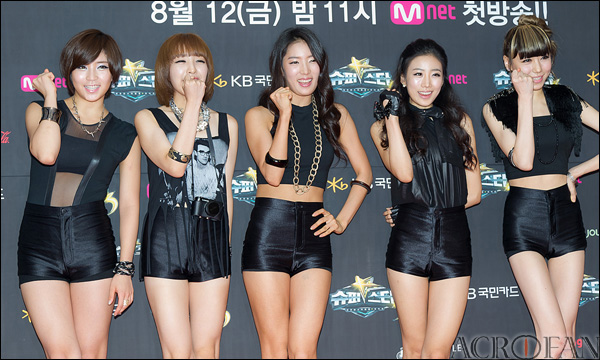
Brave Girls na premierze Superstar K 3 w 2011 r.

### 2011–2015: Debiut, Back to da Future, Re-Issue i przerwa
31 marca 2011 producent Brave Brothers opublikował dwa przedpremierowe zdjęcia grupy, ukazując dwie koncepcje, z którymi grupa miałaby występować. 7 kwietnia Brave Girls wydały swój debiutancki singel The Difference wraz z teledyskiem do utworu tytułowego „Do You Know”. Następnie zaliczyły swój debiut w programie KBS Music Bank z utworami „So Sexy” i „Do You Know”. Teledysk do „So Sexy” został wydany 8 czerwca. 28 lipca Brave Girls wydały singel z ich debiutanckiego minialbumu Back to da Future zatytułowany „Easily”, w teledysku do piosenki wystąpił koreański artysta reggae Skull. Brave Brothers stwierdził, że piosenka ta była hołdem złożonym piosence „Excuse” piosenkarza Kim Gun-mo. Pełny minialbumu został wydany 29 lipca i osiągnął 14. miejsce na liście albumów Gaon, sprzedając się w 1606 kopiach. Na gali 19.Korea Culture Entertainment Awards, która odbyła się 15 grudnia, grupa otrzymała nagrodę „Debiutanta roku”.
22 lutego 2012 roku Brave Girls wydały swój drugi minialbum Re-Issue i zorganizowały promocyjny pokaz albumu, na którym wystąpiła gościnnie grupa Teen Top. Minialbum osiągnął 14. miejsce na liście albumów Gaon.
31 sierpnia 2013 roku dziewczyny wydały singel zatytułowany „For You”.
W lutym 2014 roku Brave Brothers poinformował, że będzie pracował nad pełnym albumem dla grupy, lecz album został wstrzymany na czas nieokreślony z powodu jego współpracy z inną grupą AOA. Brave Girls były nieaktywne przez ponad dwa lata.

### 2016–2020: Zmiany w składzie, High Heels i Rollin’

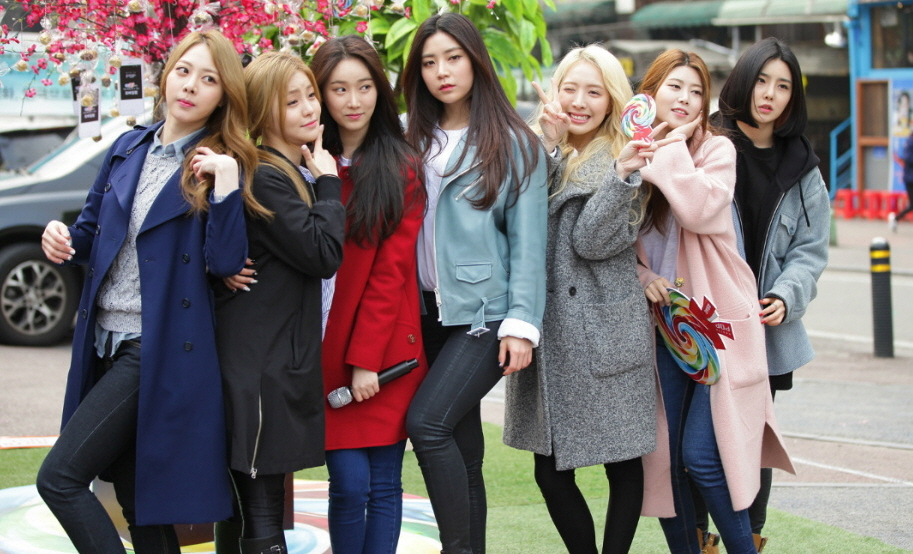
Brave Girls 16 marca 2016 r.

Po dwuipółletniej przerwie ogłoszono, że Brave Girls powrócą jako siedmioosobowa grupa z dwiema członkiniami z pierwszego składu (Yoojin i Hyeran) i pięcioma nowymi (Minyoung, Yujeong, Eunji, Yuna, i Hayun). 16 lutego 2016 roku grupa wydała cyfrowy singel zatytułowany „Deepened”, który jest zarazem pierwszym od 2013 roku. 19 czerwca Brave Girls wydały swój trzeci minialbum High Heels i teledysk do utworu tytułowego o tej samej nazwie. 1 września grupa wydała kolejny cyfrowy singel zatytułowany „Yoo-hoo”.
13 stycznia 2017 roku ogłoszono, że dwie pozostałe dziewczyny z pierwszego składu Yoojin i Hyeran, wstrzymają promocje w grupie. Yoojin zdecydowała się na studia za granicą i opuściła grupę. W międzyczasie Hyeran zrobiła sobie przerwę z powodu problemów zdrowotnych. Zaznaczono, że żadne nowe członkinie nie zostaną wprowadzone do grupy, a Brave Girls będą kontynuować promocje jako pięcioosobowa grupa z Minyoung, Yujeong, Eunji, Yuna i Hayun, z możliwością powrotu w lutym lub marcu z nową płytą. 7 marca grupa wydała czwarty minialbum Rollin’ z głównym singlem o tej samej nazwie. W październiku Yujeong, Eunji i Yuna wzięły udział w Idol Rebooting Project: The Unit, którego premiera odbyła się 28 października. Yujeong i Eunji przeszły przesłuchanie i dostały się dalej. Eunji została wyeliminowana podczas pierwszej rundy eliminacyjnej, znajdując się na 48. miejscu, a Yujeong wyeliminowana została podczas drugiej rundy eliminacji, zajmując 37. miejsce.
11 sierpnia 2018 roku grupa wydała singel „Rollin '(New Version)”, w nowej odsłonie singla z 2017 roku, jako prezent dla fanów za ich pełne pasji wsparcie dla tej właśnie piosenki. Ogłoszono również, że grupa będzie na razie promować utwór w 4-osobowym składzie, ponieważ Hayun zrobiła sobie przerwę ze względów zdrowotnych, a następnie opuściła grupę.

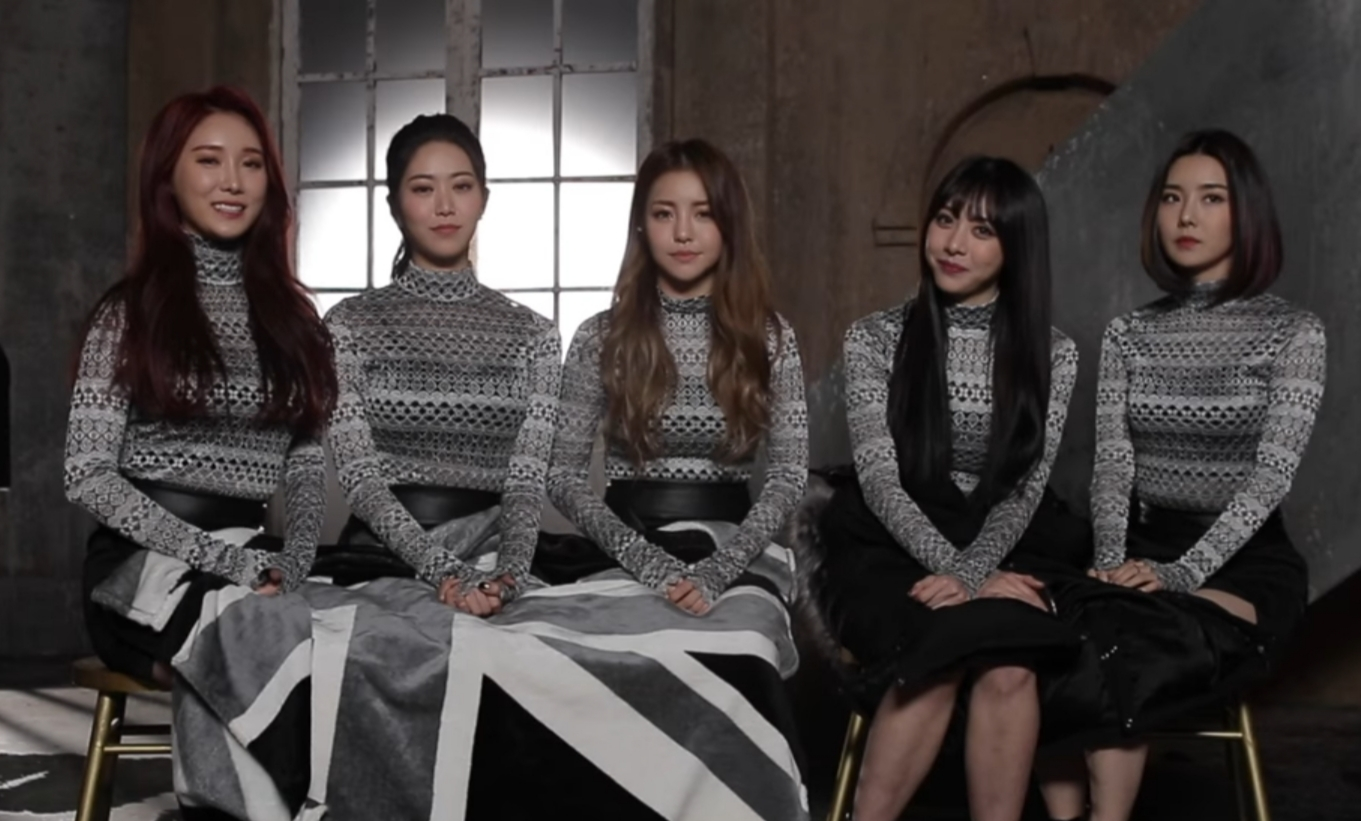
Brave Girls podczas kręcenia teledysku do piosenki „Rollin'”.

14 sierpnia 2020 roku Brave Girls powróciły po prawie trzech latach w czteroosobowym składzie Minyoung, Yujeong, Eunji i Yuna, wydając cyfrowy singel zatytułowany „We Ride”. Następnie w 2020 roku grupa pojawiła się w serii programów internetowych wyprodukowanych przez Toontori i wspieranej przez Ministerstwo Kultury, Sportu i Turystyki Korei Południowej. Byli jedną z ośmiu grup wybranych w ramach projektu wsparcia 2020 Połączenie Koreańska Fali, którego gospodarzem była Koreańska Agencja Promocji Międzynarodowej Wymiany Kulturalnej we współpracy z Koreańskim Stowarzyszeniem Przemysłu Programów Internetowych.

### 2021–2023: Nagły sukces Rollin’, Summer Queen, Thank You i rozwiązanie i rebranding jako BB Girls
W lutym 2021 roku w serwisie YouTube pojawił się film z kompilacją Brave Girls z udziałem „Rollin’”. W rezultacie piosenka zyskała na popularności i znalazła się na szczycie list przebojów. W odpowiedzi grupa wznowiła działania promocyjne związane z tą piosenką. Członkini grupy Yujeong ujawniła, że zanim piosenka stała się popularna, grupa była bliska rozpadu, ponieważ ona i Yuna wyprowadziły się z domu grupy. W dniu 12 marca 2021 roku piosenka osiągnęła all-kill po tym, jak znalazła się na szczycie zarówno dziennych list przebojów, jak i rankingach w czasie rzeczywistym. 14 marca 2021 roku Brave Girls odniosły pierwsze zwycięstwo w programie muzycznym Inkigayo z „Rollin’”. Ich zwycięstwo z obecnym składem pobiło rekord najdłuższego czasu od debiutu do pierwszego zwycięstwa girlsbandu w historii K-popu, wygrywając pierwszą nagrodę 1854 dni po debiucie. Swoje drugie zwycięstwo odniosły kilka dni później w programie The Show. 

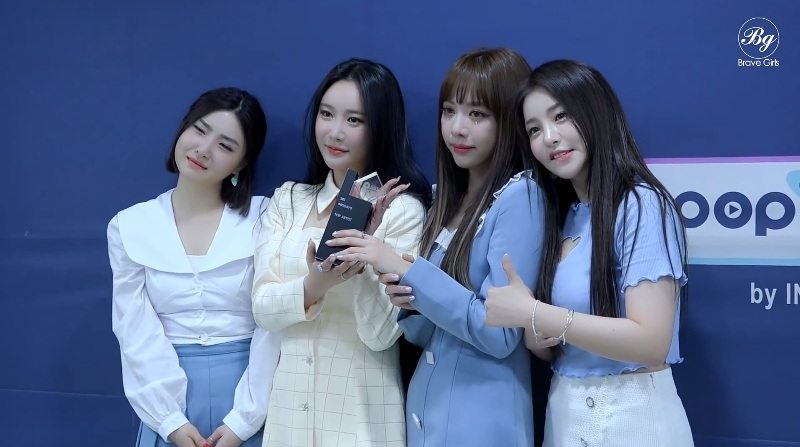
Brave Girls 14 marca 2021 roku tuż po pierwszym zwycięstwie w programie muzycznym.

Następnie „Rollin'” stała się piosenką grupy dziewcząt z najdłuższym perfect all-kill, utrzymującym się 262 godziny. Piosenka „We Ride” również poszła w górę na wykresie singli Gaon, osiągając piąte miejsce. 29 kwietnia grupa wydała specjalną wersję „High Heels” we współpracy z marką obuwniczą Elcanto. 2 maja firma Lotte Department Store ogłosiła współpracę z Brave Girls w celu wydania singla dla domu towarowego Lotte do projektu „Sing For You”, 5 maja ukazał się singel „Red Sun” do tego właśnie projektu. 17 czerwca grupa wydała swój piąty minialbum Summer Queen, głównym singlem płyty był „Chi Mat Ba Ram”. Album znalazł się na trzecim miejscu listy albumów Gaon, piosenka Chi Mat Ba Ram uplasowała się na tej samej pozycji na wykresie cyfrowym Gaon. 23 sierpnia Brave Girls wydały nową wersję ich piątego minialbumu After ‘We Ride’ i głównego singla o tej samej nazwie.
14 stycznia 2022 r. ogłoszono, że Minyoung tymczasowo zawiesi swoją aktywność ze względu na zły stan zdrowia. Według opinii lekarza, oprócz leczenia potrzebuje również odpowiedniego odpoczynku. 14 marca Brave Girls wydały szósty minialbum „Thank You” z głównym singlem o tej samej nazwie. W maju 2022 ogłoszono, że Brave Girls zorganizują koncert w Stanach Zjednoczonych, który odbędzie się w lipcu. 17 maja Brave Entertainment ogłosiło, że Brave Girls wyda nowy singel, który będzie reinterpretacją hitu Brown Eyed Girls z 2008 roku „How Come”. Jego premiera zaplanowana jest na 23 maja w streamingowej platformie muzycznej.
15 lutego 2023 roku Brave Girls ogłosiły swoje plany wydania nowego singla „Goodbye”, co doprowadziło do spekulacji, że grupa zamierza się rozwiązać po upływie kontraktu. Następnie potwierdziło to Brave Entertainment, że grupa rozwiąże się po tym, jak wszystkie cztery członkinie zdecydowały się nie przedłużać umów z firmą. „Goodbye”, ich ostatnia piosenka, została wydana tego samego dnia. Następnego dnia Minyoung zapewniła fanów, że rozwiązanie grupy będzie tymczasowe i że w przyszłości ponownie się zjednoczą.
26 kwietnia wszystkie 4 członkinie podpisały kontrakt z Warner Music Korea z planami wydania nowej muzyki latem. Ogłoszono również, że „rozważane są różne możliwości” dotyczące dalszego używania nazwy grupy. 3 maja ogłoszono, że grupa będzie kontynuować działalność pod nazwą BB Girls.

## Członkinie

### Obecne
| Pseudonim   | Pseudonim | Prawdziwe imię | Prawdziwe imię | Data urodzenia        | Pozycja             |
| Latynizacja | Hangul    | Latynizacja    | Hangul         | Data urodzenia        | Pozycja             |
| ----------- | --------- | -------------- | -------------- | --------------------- | ------------------- |
| Minyoung    | 민영      | Kim Min-young  | 김민영         | 12 września 1990(dts) | lider, główny wokal |
| Eunji       | 은지      | Hong Eun-ji    | 홍은지         | 19 lipca 1992(dts)    | wokal               |
| Yuna        | 유나      | Lee Yu-na      | 이유나         | 6 kwietnia 1993(dts)  | wokal, maknae       |

### Byłe
| Pseudonim   | Pseudonim | Prawdziwe imię | Prawdziwe imię | Data urodzenia            | Pozycja                              |
| Latynizacja | Hangul    | Latynizacja    | Hangul         | Data urodzenia            | Pozycja                              |
| ----------- | --------- | -------------- | -------------- | ------------------------- | ------------------------------------ |
| Eunyoung    | 은영      | Park Eun-young | 박은영         | 15 października 1987(dts) | lider, wokal, wizual, główny tancerz |
| Seoa        | 서아      | Park Seo-ah    | 박서아         | 9 lutego 1988(dts)        | wokal                                |
| Yejin       | 예진      | Han Ye-jin     | 한예진         | 24 listopada 1990(dts)    | wokal                                |
| Yujin       | 유진      | Jung Yu-jin    | 정유진         | 14 września 1992(dts)     | wokal, raper                         |
| Hyeran      | 혜란      | Noh Hye-ran    | 노혜란         | 9 kwietnia 1993(dts)      | Główny raper, główny tancerz         |
| Hayun       | 하윤      | Lee Ha-yun     | 이하윤         | 29 sierpnia 1994(dts)     | wokal, maknae                        |
| Yujeong     | 유정      | Nam Yu-jeong   | 남유정         | 2 maja 1991(dts)          | wokal                                |

## Dyskografia

### Minialbumy
| Rok  | Dane dot. albumu                                                                                          | Najwyższa pozycja | Sprzedaż       |
| Rok  | Dane dot. albumu                                                                                          | KOR               | Sprzedaż       |
| ---- | --- | ----------------- | -------------- |
| 2011 | Back to da Future - Wydany: 29 lipca 2011 - Wytwórnia: Brave Entertainment - Format: CD, digital download | 14                | - KOR: 3,484+  |
| 2012 | Re-Issue - Wydany: 22 lutego 2012 - Wytwórnia: Brave Entertainment - Format: CD, digital download         | 14                | - KOR: 2,865+  |
| 2016 | High Heels - Wydany: 27 czerwca 2016 - Wytwórnia: Brave Entertainment - Format: CD, digital download      | 22                | - KOR: 1,048+  |
| 2017 | Rollin' - Wydany: 7 marca 2017 - Wytwórnia: Brave Entertainment - Format: CD, digital download            | 30                | - KOR: 1,091+  |
| 2021 | Summer Queen - Wydany: 17 czerwca 2021 - Wytwórnia: Brave Entertainment - Format: CD, digital download    | 3                 | - KOR: 75,663+ |
| 2022 | Thank You - Wydany: 14 marca 2022 - Wytwórnia: Brave Entertainment - Format: CD, digital download         | 11                | - KOR: 28,591+ |

### Single album
| Rok         | Dane dot. albumu | Najwyższa pozycja | Sprzedaż       |
| Rok         | Dane dot. albumu | KOR               | Sprzedaż       |
| Brave Girls | Brave Girls | Brave Girls       | Brave Girls    |
| ----------- | --- | ----------------- | -------------- |
| 2011        | The Difference - Wydany: 7 kwietnia 2011 - Wytwórnia: Brave Entertainment - Format: CD, digital download                                               | 2                 | - KOR: 11 676+ |
| BB Girls    | |                   |                |
| 2023        | One More Time - Wydany: 3 sierpnia 2023 (digital) - Wydany: 10 sierpnia 2023 (physical) - Wytwórnia: Warner Music Korea - Format: CD, digital download | 22                | - KOR: 10 000+ |

### Single
| Rok         | Tytuł                                          | Najwyższa pozycja | Najwyższa pozycja | Najwyższa pozycja | Sprzedaż        | Album                      |
| Rok         | Tytuł                                          | KOR Gaon          | KOR Hot           | US World          | Sprzedaż        | Album                      |
| Brave Girls | Brave Girls                                    | Brave Girls       | Brave Girls       | Brave Girls       | Brave Girls     | Brave Girls                |
| ----------- | ---------------------------------------------- | ----------------- | ----------------- | ----------------- | --------------- | -------------------------- |
| 2011        | „Do You Know” (아나요)                         | 19                | –                 | –                 | - KOR: 428,789+ | The Difference             |
| 2011        | „Easily” (툭하면) (feat. Skull)                | 38                | 67                | –                 | - KOR: 698,375+ | Back To Da Future          |
| 2012        | „Nowadays, You” (요즘 너)                      | 21                | 18                | –                 | - KOR: 660,397+ | Re-Issue                   |
| 2013        | „For You” (포유)                               | 50                | 61                | –                 | - KOR: 50,585+  | –                          |
| 2016        | „Deepened” (변했어)                            | 131               | –                 | 14                | - KOR: 10,942+  | High Heels                 |
| 2016        | „High Heels” (하이힐)                          | 133               | –                 | –                 | - KOR: 12,034+  | High Heels                 |
| 2016        | „Yoo-hoo” (유후 (우린 아직 여름))              | –                 | –                 | –                 | - KOR: 3,591+   | –                          |
| 2017        | „Rollin'” (롤린)                               | 1                 | 1                 | 13                |                 | Rollin’                    |
| 2018        | „Rollin (New version)” (롤린 (New version))    | 163               | –                 | –                 |                 | –                          |
| 2020        | „We Ride” (운전만해)                           | 4                 | 4                 | –                 |                 | –                          |
| 2021        | „Chi Mat Ba Ram” (치맛바람)                    | 3                 | 2                 | –                 |                 | Summer Queen               |
| 2021        | „Pool Party”                                   | 112               | –                 | –                 |                 | Summer Queen               |
| 2021        | „Summer by Myself (Piano Ver.)” (나 혼자 여름) | –                 | –                 | –                 |                 | After ‘We Ride’            |
| 2021        | „Red Sun” (with Lotte Department Store)        | –                 | –                 | –                 |                 | Song For You Project Vol.2 |
| 2021        | „After We Ride” (술버릇 (운전만해그후))        | 51                | 62                | –                 |                 | After ‘We Ride’            |
| 2022        | „Thank You”                                    | 39                | –                 | –                 |                 | Thank You                  |
| 2022        | „How Come” (어쩌다)                            | 27                | –                 | –                 |                 | –                          |
| 2023        | „Goodbye”                                      | –                 | –                 | –                 |                 | –                          |
| BB Girls    |                                                |                   |                   |                   |                 |                            |
| 2023        | „One More Time”                                | –                 | –                 | –                 |                 | One More Time              |

## Nagrody i nominacje
| Ceremonia                          | Rok  | Kategoria                                    | Nominowany     | Wynik     | Przy.   |
| ---------------------------------- | ---- | -------------------------------------------- | -------------- | --------- | ------- |
| Asia Artist Awards                 | 2021 | Nagroda dla Najlepszego Artysty – Piosenkarz | Brave Girls    | Wygrana   | [ 93 ]  |
| Asia Artist Awards                 | 2021 | Hot Trend Award                              | Brave Girls    | Wygrana   | [ 94 ]  |
| Asia Artist Awards                 | 2021 | Nagroda Popularności – Grupa Idoli (Żeńska)  | Brave Girls    | Nominacja | [ 95 ]  |
| Asia Model Awards                  | 2021 | Popular Star Award                           | Brave Girls    | Wygrana   | [ 96 ]  |
| Brand of the Year Awards           | 2021 | Kobiecy Idol                                 | Brave Girls    | Wygrana   | [ 97 ]  |
| Brand of the Year Awards           | 2021 | Hot Icon                                     | Brave Girls    | Wygrana   | [ 97 ]  |
| Broadcasting Advertising Festival  | 2021 | Gwiazda Roku CF                              | Brave Girls    | Wygrana   | [ 98 ]  |
| The Fact Music Awards              | 2021 | Artysta Roku (Bonsang)                       | Brave Girls    | Wygrana   | [ 99 ]  |
| Forbes Korea K-Pop Awards          | 2021 | Żeńska Nagroda Popularności                  | Brave Girls    | Wygrana   | [ 100 ] |
| Gaon Chart Music Awards            | 2022 | Piosenka Roku – czerwiec                     | Chi Mat Ba Ram | Wygrana   | [ 101 ] |
| Gaon Chart Music Awards            | 2022 | Mubeat Global Choice Award – Female          | Brave Girls    | Nominacja | [ 102 ] |
| Golden Disc Awards                 | 2022 | Najlepsza grupa                              | Brave Girls    | Wygrana   | [ 103 ] |
| Golden Disc Awards                 | 2022 | Najlepsza piosenka cyfrowa (Bonsang)         | Chi Mat Ba Ram | Nominacja | [ 104 ] |
| Korea Arts & Culture Awards        | 2021 | Popularny piosenkarz                         | Brave Girls    | Wygrana   | [ 105 ] |
| Korea Broadcasting Awards          | 2021 | Best Female Artist                           | Brave Girls    | Wygrana   | [ 106 ] |
| Korea Culture Entertainment Awards | 2011 | Debiutant roku                               | Brave Girls    | Wygrana   | [ 107 ] |
| Melon Music Awards                 | 2021 | Hot Trend Award                              | Brave Girls    | Wygrana   | [ 108 ] |
| Melon Music Awards                 | 2021 | Album Roku                                   | Summer Queen   | Nominacja | [ 109 ] |
| Melon Music Awards                 | 2021 | Najlepsza Żeńska Grupa                       | Brave Girls    | Nominacja | [ 109 ] |
| Melon Music Awards                 | 2021 | Netizen Nagroda Popularności                 | Brave Girls    | Nominacja | [ 109 ] |
| Melon Music Awards                 | 2021 | Nagroda dla Top 10 Artystów                  | Brave Girls    | Nominacja | [ 109 ] |
| Mnet Asian Music Awards            | 2011 | Najlepsze nowe artystki                      | Brave Girls    | Nominacja | [ 110 ] |
| Mnet Asian Music Awards            | 2021 | KTO Breakout Artist                          | Brave Girls    | Wygrana   | [ 111 ] |
| Mnet Asian Music Awards            | 2021 | Album Roku                                   | Summer Queen   | Nominacja | [ 112 ] |
| Mnet Asian Music Awards            | 2021 | Artysta Roku                                 | Brave Girls    | Nominacja | [ 112 ] |
| Mnet Asian Music Awards            | 2021 | Najlepsza Żeńska Grupa                       | Brave Girls    | Nominacja | [ 113 ] |
| Mnet Asian Music Awards            | 2021 | Top 10 najlepszych fanów na całym świecie    | Brave Girls    | Nominacja | [ 112 ] |
| Prêmio Anual K4US                  | 2021 | Najlepsza Żeńska Grupa Roku                  | Brave Girls    | Nominacja | [ 114 ] |
| Prêmio Anual K4US                  | 2021 | Piosenka Roku                                | Rollin'        | Nominacja | [ 114 ] |
| Prêmio Anual K4US                  | 2021 | Letni Hit                                    | Chi Mat Ba Ram | Nominacja | [ 114 ] |
| Seoul Music Awards                 | 2022 | Nagroda Główna (Bonsang)                     | Brave Girls    | Wygrana   | [ 115 ] |
| Seoul Music Awards                 | 2022 | K-Wave Nagroda Popularności                  | Brave Girls    | Nominacja | [ 116 ] |
| Seoul Music Awards                 | 2022 | Nagroda Popularności                         | Brave Girls    | Nominacja | [ 116 ] |
| Seoul Music Awards                 | 2022 | Nagroda U+Idol Live dla najlepszego artysty  | Brave Girls    | Nominacja | [ 117 ] |